# ベトちゃんドクちゃん
ベトちゃんドクちゃんは、下半身がつながった結合双生児としてベトナムで産まれた兄グエン・ベト（Nguyễn Việt, 漢字: 阮越、1981年2月25日 - 2007年10月6日）、弟グエン・ドク（Nguyễn Đức, 漢字: 阮德、1981年2月25日 - ）の双子の兄弟であり、日本における愛称。兄弟を指して1980年代から1990年代にかけて日本のマスコミなどで呼び習わされた。2人が結合双生児となったのは、ベトナム戦争時に米軍が大量に散布した枯葉剤の被害の可能性があると報道された。1988年、ベトが急性脳症となったことを契機として手術で分離した。

## 来歴・人物

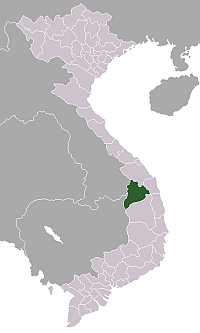
コントゥム省

特に日本ではベトナム戦争被害のシンボルとなり、様々な支援の手が寄せられた。

### 枯葉剤散布地域で出生
ベトナム中部高原のコントゥム省で生まれる。この地域はベトナム戦争下で枯葉剤が多量に散布された地域である。2人は上半身が2つ下半身が1つでY型に繋がった結合双生児として産まれた。母親のラム・ティ・フエは終戦の1年後に枯葉剤のまかれた地域に移住し、農業を行っていた。彼女は枯葉剤がまかれた井戸で水を飲んだという。
両親は2人をコントム病院に預けた後に離婚。2人は1歳の時にハノイ市のベトナム・東ドイツ友好病院（ベトドク病院、Viet Duc Hospital）へ移され、そこからベト（越〈越南、ベトナム〉）、ドク（徳〈徳国、東ドイツ〉）と名づけられた。

### 本人達への支援
下半身がつながった結合双生児の写真は日本中に紹介され、ベトナム戦争の爪跡ととらえられ、日本で大規模な支援活動が起こった。1985年6月2日、「ベトちゃんとドクちゃんの発達を願う会」が福井県敦賀市で結成され、募金を募って2人に車椅子を贈った。
1986年6月11日、ベトが急性脳症を発症、治療のために日本に緊急移送された。6月19日、東京の病院で手術が行われたものの後遺症が残った。

### 分離手術
1988年3月に母親と再会。その後ベトが意識不明の重体となる。2人とも死亡してしまう事態を避けるため、10月4日にホーチミン市立トゥーズー病院（Bệnh viện Từ Dũ / 病院慈癒）で分離手術が行われた。この手術は日本赤十字社が支援し、日本から医師団が派遣され高度な医療技術が提供された。ベトナム人医師70人、日本人医師4人という医師団を編成しての17時間に及ぶ大手術は成功し、ベトには左足、ドクには右足がそれぞれ残された。ドクには日本から義足が提供された。

### 分離後
分離後ドクは障害児学校から中学校に入学。中学校は中退したが職業学校でコンピュータプログラミングを学び、トゥーズー病院の事務員となった。事務業の傍らボランティア活動も行っている。
一方、ベトは重い脳障害を抱え寝たきりの状態が続いた。
2006年12月16日、ドクはボランティア活動の際に知り合った、専門学校生のグエン・ティ・タイン・テュエン（Nguyễn Thị Thanh Tuyền / 阮氏淸泉）と結婚。このことは日本でも大きく取り上げられた。結婚式では「将来は障害者も働ける旅行会社を設立したい」と語っており、簡単な日本語を話すことができる。また、結婚後に兄ベトを引き取り、夫婦で介護していた。
2007年10月6日1時（ベトナム標準時）、兄のベトが腎不全と肺炎の併発により26歳で死去。
2009年10月25日、ドクの妻テュエンがツーズー病院で男女の双子を出産。それぞれ富士山と桜にちなみ、男児はグエン・フー・シー（Nguyễn Phú Sĩ / 阮富士）、女児はグエン・アイン・ダオ（Nguyễn Anh Đào / 阮櫻桃）と命名された。
ドクは来日を重ねており、2012年8月には東北を訪れ東日本大震災で被災した障害者たちと交流した。 
その後2017年3月には、ベトナムを訪問した天皇・皇后と面会している。2017年4月には、広島国際大学の客員教授に就任した。
2019年1月6日、ドクはホーチミン市に日本風の飲食店「ドク ニホン (Duc Nihon)」を開業した。しかし、2月中旬、ドクの体調不良や場所代などを理由に閉店した。
2020年8月28日、ドクは7月下旬に日本ベトナム友好協会大阪府連合会・同協会京都支部を通じ、不織布マスク1万7500枚を寄付した。テレビニュースを通じて、日本でも新型コロナウイルス感染者が増えていることを知り、日本の人たちを心配してのことであるという。マスクは府内の日本語学校や高齢者施設、病院などに無償配布された。

## 枯葉剤の影響
ベトナム戦争において南ベトナム解放民族戦線のゲリラ戦略に対抗し米軍は枯葉剤を大量に散布した。この枯葉剤にはジベンゾ-パラ-ダイオキシン類が含まれていた。ダイオキシン類の一種である2,3,7,8-テトラクロロジベンゾ-1,4-ジオキシン (TCDD) はマウスで催奇形性が出ることが実験で確認されていたため、TCDDによる奇形が疑われたが、ヒトに対する奇形性は2021年でも未確認である。双生児の癒合は2000万分娩に1例ほどの発生確率と言われているが、ベトナムでは25年間に30例を超す。ダイオキシン類が作用する分子生物学的標的は内分泌攪乱化学物質と同一のものである。

## 作品
- ドキュメンタリー映画『ドクちゃん －フジとサクラにつなぐ愛－』（2024年5月3日公開）監督：川畑耕平[12]